# 파울 쾨베
파울 쾨베(Paul Koebe, 1882년 2월 15일 ~ 1945년 8월 6일)는 독일의 수학자이다. 1907년에 앙리 푸앵카레와는 독립적으로 리만 곡면에서의 균일화 정리를 증명해낸 것으로 유명하다. 또한 1936년에는 그래프 이론에서의 원 채우기 정리(circle packing theorem)의 유일성에 대한 정리를 증명했다.

## 같이 보기
- 클라인 부분군
- 리만 사상 정리

## 참고 문헌
1. ↑  Koebe, P. (1907a), “Über die Uniformisierung reeller analytischer Kurven”, 《Göttinger Nachrichten》: 177–190, JFM 38.0453.01
2. ↑  Koebe, P. (1907b), “Über die Uniformisierung beliebiger analytischer Kurven”, 《Göttinger Nachrichten》: 191–210, JFM 38.0454.01
3. ↑  Koebe, P. (1907c), “Über die Uniformisierung beliebiger analytischer Kurven (Zweite Mitteilung)”, 《Göttinger Nachrichten》: 633–669, JFM 38.0455.02
4. ↑  Koebe, Paul (1936), "Kontaktprobleme der Konformen Abbildung", Ber. Sächs. Akad. Wiss. Leipzig, Math.-Phys. Kl., 88: 141–164.